# Бинос
Бино́с (фр. Binos, окс. Binòs) — коммуна во Франции, находится в регионе Юг — Пиренеи. Департамент — Верхняя Гаронна. Входит в состав кантона Сен-Беа. Округ коммуны — Сен-Годенс.
Код INSEE коммуны — 31590.

## География

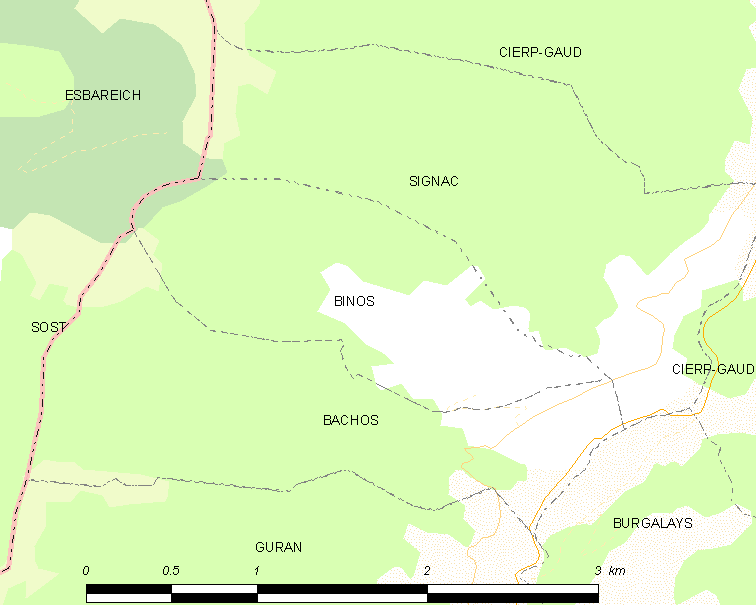
Карта коммуны

Коммуна расположена приблизительно в 680 км к югу от Парижа, в 105 км к юго-западу от Тулузы.

## Климат
Климат умеренно-океанический. Зима мягкая и снежная, весна характеризуется сильными дождями и грозами, лето сухое и жаркое, осень солнечная. Преобладают сильные юго-восточные и северо-западные ветры.

## Население
Население коммуны на 2010 год составляло 35 человек.
| 1962 | 1968 | 1975 | 1982 | 1990 | 1999 | 2010 |
| ---- | ---- | ---- | ---- | ---- | ---- | ---- |
| 32   | 35   | 28   | 26   | 22   | 18   | 35   |

## Экономика
В 2010 году среди 20 человек трудоспособного возраста (15—64 лет) 16 были экономически активными, 4 — неактивными (показатель активности — 80,0 %, в 1999 году было 78,6 %). Из 16 активных жителей работали 12 человек (7 мужчин и 5 женщин), безработных было 4 (1 мужчина и 3 женщины). Среди 4 неактивных 0 человек были учениками или студентами, 1 — пенсионером, 3 были неактивными по другим причинам.